# Loren L. Ryder
Loren Lincoln Ryder (* 9. Mai 1900 in Kalifornien; † 28. Mai 1985 in Monterey, Kalifornien) war ein US-amerikanischer Tontechniker und Tonmeister, der mehrfach für den Oscar für den besten Ton sowie den Oscar für Spezialeffekte nominiert war und der einen Ehren-Oscar sowohl 1950 (Technical Achievement Award) als auch 1978 Medal of Commendation erhielt. 

## Biografie
Ryder studierte nach dem Schulbesuch an der University of California at Berkeley und schloss dieses Studium 1924 mit einem Bachelor of Science (B.Sc.) ab.
Später war er an mehreren Filmen beteiligt und gab sein Debüt als Toningenieur in dem Film Die Insel der verlorenen Seelen (1932) (Island of Lost Souls, 1932) von Erle C. Kenton. 1938 war er erstmals für den Oscar für den besten Ton im Ton Frisco-Express (Wells Fargo) nominiert. Zu seinen weiteren Oscar-Nominierungen für den besten Ton gehören die Filme Wenn ich König wär (1939), Dreivierteltakt am Broadway (1940), Die scharlachroten Reiter (1941), Eheposse (1942), Der Weg nach Marokko (1943), Riding High (1944), Frau ohne Gewissen (1945), Der Tod wohnt nebenan (1946), Kampf der Welten (1954) sowie Die zehn Gebote (1957)
Oscarnominierungen für Spezialeffekte erhielt Ryder, der 1948 sein eigenes Tonstudio Ryder Sound Services gründete, für die Filme Union Pacific (1939) sowie Die Hölle der Südsee (1941). Zu seinen weiteren Filmen gehörte u. a. auch Das Fenster zum Hof (1954) in der Regie von Alfred Hitchcock. Während seiner Tätigkeit als Tontechniker trug er zu einigen Neuerungen in der Tontechnik bei.
Bei der Oscarverleihung 1950 erhielt er erstmals einen Ehrenoscar in Form des Technical Achievement Award. Einen zweiten Ehren-Oscar erhielt er mit der Medal of Commendation bei der Oscarverleihung 1979.